# Primarette
Primarette település Franciaországban, Isère megyében. Lakosainak száma 694 fő (2022. január 1.). Primarette Cour-et-Buis, Moissieu-sur-Dolon, Montseveroux, Pisieu, Revel-Tourdan és Saint-Julien-de-l’Herms községekkel határos.

## Népesség
A település népességének változása:
| Lakosok száma | 365  | 428  | 595  | 687  | 729  | 724  | 720  | 716  | 711  | 694  |
|               | 1968 | 1982 | 1990 | 2006 | 2013 | 2015 | 2017 | 2019 | 2020 | 2022 |